# Albert Olry
Pour les articles homonymes, voir Olry.
Alfred Olry, né le 22 avril 1847 à Bulgnéville (Vosges) et mort le 18 avril 1913 dans le 9e arrondissement de Paris, est un ingénieur du corps des mines, professeur, puis directeur à l'Institut industriel du Nord (École centrale de Lille), et ingénieur conseil de l'association des propriétaires d'appareils à vapeur du nord de la France.
Renommé pour l'analyse de la sûreté de fonctionnement des machines à vapeur, il a également publié plusieurs études concernant le bassin minier du Nord-Pas-de-Calais. Il est co-auteur de la réglementation nationale du contrôle des machines à vapeur.

## Biographie

### Naissance
Albert Charles Nicolas Olry est le fils de Charles Louis Olry, receveur de l'enregistrement, et de Marguerite Joséphine Baudier.

### Vie professionnelle

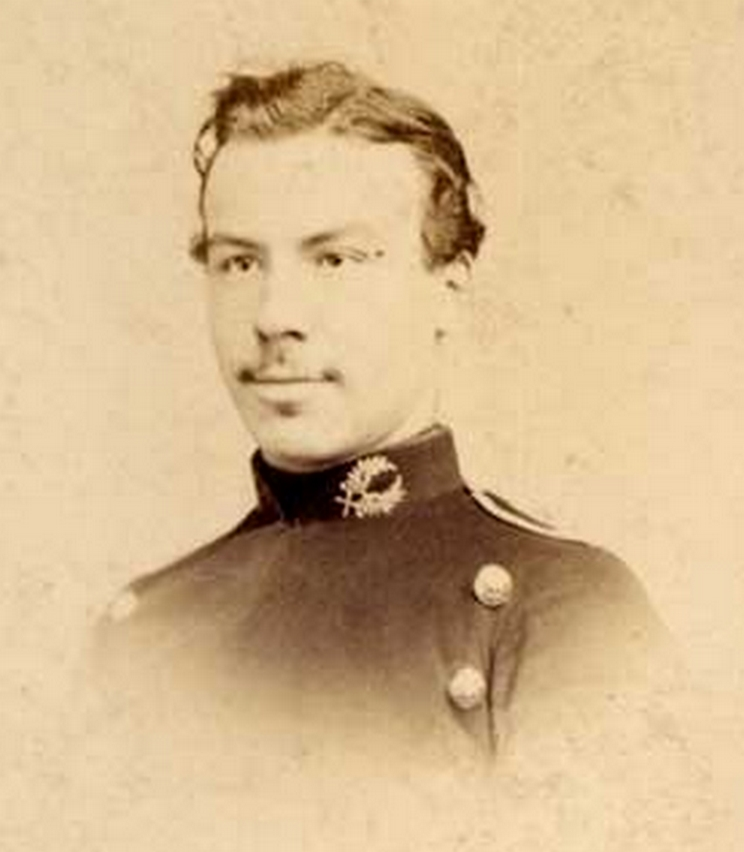
Albert Olry en 1866, à l'âge de 19 ans.

Le registre matricule de l'École polytechnique décrit Albert Olry comme ayant les cheveux châtain foncé, le front haut, le nez ordinaire, les yeux bruns, la bouche moyenne, le menton rond, le visage ovale, et comme mesurant 1,66 mètre.
Le site des annales des mines précise qu'André Thépot indique dans son ouvrage sur les ingénieurs des mines du XIXe siècle : « Après avoir fait ses premières armes d'ingénieur ordinaire à Chambéry (1872), Olry fut envoyé en 1873 à Valenciennes, où il réalisa la topographie souterraine du bassin houiller de Valenciennes. 
Nommé à Lille en 1878, il avait été tout de suite recruté par son chef, Adolphe Matrot, pour faire un cours de mécanique à l'Institut Industriel du Nord (IDN). Il succéda rapidement à son chef comme sous-directeur et directeur des études (1878) puis devint directeur (1883-1885). Dans ces fonctions, il créa un internat et obtint des subventions privées et publiques qui permirent un nouvel essor à l'École. 
Devenu ingénieur en chef, Olry quitta, pour un temps, la région du Nord pour assurer d'autres fonctions à Nancy, puis à Saint-Étienne où il dirigea pendant un an l'École des Mines en 1887-1888. 
Il avait cependant gardé des liens avec le milieu industriel du Nord qui le choisit en 1892 comme ingénieur conseil de l'association des propriétaires d'appareils à vapeur du nord de la France. Et tout naturellement, il devenait administrateur de l'Institut Industriel du Nord en 1905 et le restait jusqu'à sa mort en 1913 (L'IDN a maintenant changé de nom et est devenu l'École Centrale de Lille). »
Il a aussi été président de la commission centrale des machines à vapeur, auprès du ministre de l'Industrie. Il contribue avec Paul Bonet, ingénieur IDN et ingénieur en chef de l'association des propriétaires d'appareils à vapeur du nord de la France, à la réglementation nationale du contrôle des machines à vapeur en 1907-1908.

### Mort
Albert Olry meurt le 18 avril 1913 dans le 9e arrondissement de Paris à l'âge de 66 ans, il était alors à la retraite. Il est enterré trois jours plus tard, le 21 avril. Il est le père du général René Olry.

## Œuvres
L'activité scientifique de Albert Olry est essentiellement orientée vers les mines du bassin minier du Nord-Pas-de-Calais, incluant celles du Boulonnais, et la sûreté de fonctionnement des machines à vapeur. Il contribue à la stratigraphie du bassin houiller du Nord-Pas-de-Calais, puis développe les procédures de sûreté de fonctionnement au sein de l'association des propriétaires d'appareils à vapeur du Nord de la France.

## Distinctions
L'ingénieur en chef des mines Albert Olry avait été fait chevalier de l'Ordre de la Légion d'honneur en 1882 puis officier dans le même ordre en 1912.